# Хіросе Біхо
Хіросе Біхо (野村美邦, 1873? —1930?), відомий також як Такахаші Біхо, Хіросе Йошікуні або Номура Йошікуні — японський дизайнер в стилі качо-ґа (花鳥画, картини тварин та квітів) та сенсо-е (戰爭絵, батальний жанр). У багатьох своїх роботах експериментував з градієнтним ефектом бокаші. Створив серію дереворитів на тему Російсько-японської війни для видавництва Daikokuya Heikichi (大黒屋平吉).